# Jamal Benomar
Pour les articles homonymes, voir Benomar.
Jamal Benomar, en arabe : جمال الدين بن عمر, né en 1957, est un conseiller spécial de l'ONU auprès du secrétaire général des Nations unies d'origine marocaine et de nationalité britannique,. Depuis la crise politique burundaise de 2015, son action est fréquemment dirigée vers l'amélioration du dialogue entre gouvernement burundais et l'ONU.